# 人間椅子 (小說)
「人間椅子」(The Human Chair) 是由日本推理小說家江戶川亂步所寫出的短篇小說 . 在1925年十月於日本文學雜誌苦樂(Kuraku)發表。該短篇小說於1997年被改編成電影，還被改編成漫畫。

## 劇情
一名女作家佳子在目送丈夫去上班後，就會到她的書房，並開始撰寫即將在知名雜誌上刊登的作品，這名女作家也都會收到一些仰慕者或讀者寄給他的信件，而這名女作家的名聲之高，有時候也會讓身為外交官的丈夫自嘆不如。在某天早上佳子讀完全部的信件後，其中一封信特別的厚，裡面由大量的原稿紙寫成的信。
寄信人没有透露本名。信的開頭講述他要對佳子小姐坦承自己的罪刑。寄信者沒有透漏自己的過多細節，只形容自己醜陋到無地自容。
寄信者自稱是一名椅子工匠，热爱他的工作，而且非常喜愛自己的作品。
有一天，他受到一家新酒店的委托制作了一张豪华沙发，在完成後，他意識到這幾乎是自己的最高傑作。突然靈機一動，他重新改造了沙发的内部，讓沙發裡可以容納一個人大小的空間，而且裡面放有食物跟水等物資，可以讓人在裡面生活，在助手請人來收貨前，寄信者自己偷偷的爬了進去，整張椅子也被送往全新的酒店。
接下来的几天，他白天都一直躲在沙發裡，晚上才偷偷離開。而在沙發白天的时间裡，他只能跟坐在這張椅子上的人進行互動。而坐在這張椅子上的往往是富有的佳賓。隨著時間過去，他甚至能透過氣味聲音或重量來知道這位賓客是誰。他坦承自己的確愛上了一些坐在這張椅子上的女人。在這些賓客将自己身體的重量放在椅子上，讓他感受到不同以往美麗的感覺，并陶醉于人们對沙發的高度評價之中。
然而到了晚上，他就會離開沙發，進入旅客的房間內，並偷竊飯店裡的東西。在信中提到他因為這樣而累積了一筆不小的財富，也因為這樣，原先只決定停留在椅子中幾週的時間，到後來停留了數個月。
在沙发里住了几个月后，有天他得知這個酒店即將迎來大整修。新的經理決定把酒店改為更加簡約與具有日式風格。就這樣，這個沙發被拍賣後，進了一個日本官員的家中。
在信中，他承认自己爱上了这位官员的妻子。这位椅子的女主人是一位文学迷，经常在他的沙发上读书。他对这个女人的熟悉程度前所未有，在信件中鉅細靡遺的提到女主人的生活。
他开始详细描述这个女人、她住的房子和她的丈夫。佳子突然意识到，他在信中描述的女人一定就是她本人。在信的最后，他请求佳子可以跟他見上一面。
佳子惊恐地从沙发上跳下来並逃出了房間，這時他的女僕剛好拿了一封信過來給他。而這封信的作者自稱自己是個椅子製造商。在信中提到前一封信只不过是他的拙作，想給作為文學家的佳子評論看看，整份手稿的劇情也是基於虛構和最近佳子小姐的丈夫剛好買下他的椅子。在信末中他請求佳子小姐給他回信，並說最近他決定把這部作品的名字命名為「人間椅子」